# إدوارد كيني (سياسي)
إدوارد كيني هو مهندس ومهندس مدني وشخصية أعمال وسياسي أسترالي، ولد في 8 أغسطس 1844 في بيركنهيد ‏ في المملكة المتحدة، وتوفي في 9 يوليو 1904 في West Perth, Western Australia ‏ في أستراليا بسبب ذات الرئة. انتخب عضو الجمعية التشريعية لأستراليا الغربية ‏.